# عملية منطقة بركان الصناعية
وقعت عملية منطقة بركان الصناعية في صباح يوم 7 أكتوبر 2018، عندما فتح مسلح فلسطيني النار على عدة إسرائيليين في أحد مصانع مستوطنة بركان في محافظة سلفيت بالضفة الغربية، مما أدى إلى مقتل إسرائيليين اثنين وإصابة آخر بجروح خطيرة. أعلن الجيش الإسرائيلي عن حادث إطلاق نار أنه هجوم «إرهابي». وكان الهجوم أول هجوم في المستوطنة، والهجوم المميت الثاني الذي وقع في الضفة الغربية خلال ثلاثة أسابيع.
فلسطيني عمره 23 سنة، كان يعمل في مصنع تم فيه إطلاق النار. واستخدم الفلسطيني سلاحا منزليا في الهجوم، يعرف محليا باسم كارلو، وفقا لما ذكره المتحدث باسم الجيش الإسرائيلي جوناثان كونريكوس. وتقوم القوات الإسرائيلية حاليا بحملة مطاردة على المنفذ الذي هرب من مسرح الأحداث. وألقى الجيش الإسرائيلي القبض على بعض أقارب المهاجم.

## ردود الفعل
أعلن رئيس الوزراء الإسرائيلي بنيامين نتانياهو أنه “هجوم إرهابي شديد الخطورة”. حركة الجهاد الإسلامي وصفت الهجوم «رد فعل طبيعي» على الأعمال الإسرائيلية في غزة والقدس والخان الأحمر.

## مقتل المنفذ
قتل المناضل في ساعة متأخرة من 12 ديسمبر 2018 بعد اشتباك مسلح مع قوة إسرائيلية تدعى يمام في مخيم عسكر للاجئين بنابلس.

### ردود الفعل
نعت كتائب عز الدين القسام منفذ العملية أشرف نعالوة ومنفذ عملية عوفرا صالح البرغوثي وتوعدت بتنفيذ المزيد من العمليات ضد الجيش الإسرائيلي.